# ريان كريستنسن
ريان كريستنسن (بالإنجليزية: Ryan Christensen)‏ هو دراج نيوزلندي، ولد في 12 سبتمبر 1996 في هاميلتون في نيوزيلندا.

## وصلات خارجية
- ريان كريستنسن على موقع الاتحاد الدولي للدراجات (الإنجليزية)
- ريان كريستنسن على موقع أرشيف الدراجات (الإنجليزية)
- ريان كريستنسن على موقع إحصائيات الدراجات الإحترافية (الإنجليزية)
- ريان كريستنسن على موقع CycleBase (الإنجليزية)